# Élections européennes de 2009 aux Pays-Bas
Les élections européennes de 2009 aux Pays-Bas ont lieu 4 juin afin d'élire les députés de la 7e législature du Parlement européen. Des élections similaires ayant eu lieu dans les 26 autres États membres de l'Union européenne entre le 4 et le 7 juin afin d'élire les représentants de chaque pays, les résultats ne sont publiés que le 7 juin à 22 heures.

## Mode de scrutin
Au total, 25 députés sont élus aux Pays-Bas pour la 7e législature (2009-2014), lors d'un scrutin proportionnel plurinominal dans une circonscription unique. Les partis politiques avaient la possibilité de former des alliances électorales (lijstverbinding). Les sièges furent répartis entre les partis et alliances électorales ayant dépassé le quota électoral (équivalent au nombre de suffrages exprimés divisés par le nombre de sièges) suivant la méthode d'Hondt. À l'intérieur des alliances électorales, les sièges sont répartis entre les partis membres suivant selon la méthode du plus fort reste.
Tous les résidents des Antilles néerlandaises et d'Aruba prennent part pour la première fois au scrutin.

## Contexte
L'Union chrétienne et le Parti politique réformé forment une liste commune, comme les deux formations, et leur prédécesseurs, le font depuis 1984 lors des scrutins européens.
De plus, plusieurs formations nouent des alliances électorales :
- Le Parti travailliste et la Gauche verte[3]
- L'Appel chrétien-démocrate et l'Union chrétienne/Parti politique réformé[3]
- Le Parti populaire pour la liberté et la démocratie et les Démocrates 66[4]

## Résultats

### Résultats provisoires
En dépit des recommandations de la Commission européenne, des résultats provisoires sont diffusés par les autorités néerlandaises, portant sur 92 % des voix exprimées :
- CDA : 5 (-2)
- PVV : 4 (+4)
- PvdA : 3 (-4)
- D66 : 3 (+2)
- VVD : 3 (-1)
- GL : 3 (+1)
- CU-SGP : 2
- SP : 2

### Résultats définitifs
Le tableau ci-dessous indique les résultats. Ceux de 2004 sont indiqués à titre de comparaison, le nombre total de sièges ayant baissé entre les deux élections. En outre, pour chaque parti représenté en 2004 est précisé le groupe parlementaire européen auquel il se rattache. Le taux de participation en 2009 s'élève à 36,6 %.
| Parti | Parti                                                  | Groupe    | Sièges | +/- | Voix    | %     | +/-    |
| ----- | ------------------------------------------------------ | --------- | ------ | --- | ------- | ----- | ------ |
|       | Appel chrétien-démocrate (CDA)                         | PPE-DE    | 5      | -2  | 913 233 | 20,05 | -4,33  |
|       | Parti pour la liberté (PVV)                            | NI        | 4      | n/a | 772 746 | 16,97 | n/a    |
|       | Parti travailliste (PvdA)                              | S&D       | 3      | -4  | 548 691 | 12,05 | -11,60 |
|       | Parti populaire pour la liberté et la démocratie (VVD) | ADLE      | 3      | -1  | 518 691 | 11,39 | -1,81  |
|       | Démocrates 66 (D66)                                    | ADLE      | 3      | +2  | 515 422 | 11,32 | +7,08  |
|       | Gauche verte                                           | Verts/ALE | 3      | +1  | 404 020 | 8,87  | +1,53  |
|       | Parti socialiste (SP)                                  | GUE/NGL   | 2      | =   | 323 269 | 7,10  | +0,13  |
|       | Union chrétienne-SGP (CU-SGP)                          | ELD       | 2      | =   | 310 540 | 6,82  | +0,91  |
|       | Parti pour les animaux                                 |           | 0      | =   | 157 735 | 3,46  | +0,32  |
|       | Europese Klokkenluiderspartij                          |           | 0      | n/a | 21 448  | 0,47  | n/a    |
|       | Newropeans                                             |           | 0      | n/a | 19 840  | 0,44  | n/a    |
|       | Libertas                                               |           | 0      | n/a | 14 612  | 0,32  | n/a    |
|       | Liberaal Democratische Partij                          |           | 0      | n/a | 10 757  | 0,24  | n/a    |
|       | Les Verts                                              |           | 0      | n/a | 8 517   | 0,19  | n/a    |
|       | Solidara                                               |           | 0      | n/a | 7 533   | 0,17  | n/a    |
|       | Europa Voordelig! & Duurzaam                           |           | 0      | n/a | 4 431   | 0,10  | n/a    |
|       | Partij voor Europese Politiek                          |           | 0      | n/a | 2 427   | 0,10  | n/a    |